# 1777 год в науке
В 1777 году были различные научные и технологические события, некоторые из которых представлены ниже.

## События
- Большое наводнение в Санкт-Петербурге.

## Родились
- 8 февраля — Бернар Куртуа, французский химик.
- 30 апреля — Карл Фридрих Гаусс, выдающийся немецкий математик, астроном и физик, считающийся одним из величайших математиков всех времён (ум. 1855)
- 4 мая — Луи Жак Тенар, французский химик, член Парижской Академии наук (1810), её Президент 1823 году.
- 14 августа — Ханс Кристиан Эрстед, датский физик (ум. 1851)

## Скончались
- 22 сентября — Джон Бартрам, американский натуралист.
- 25 сентября — Иоганн Генрих Ламберт, немецкий математик, физик и философ (род. 1728).
- 12 декабря — Альбрехт фон Галлер, швейцарский анатом, физиолог, естествоиспытатель.